# Raposa (Maranhão)
Raposa is een gemeente in de Braziliaanse deelstaat Maranhão. De gemeente telt 25.837 inwoners (schatting 2009).
De gemeente grenst aan São Luís (Maranhão), Paço do Lumiar en São José de Ribamar.